# Калниня, Клара
Клара Анна Луизе Калниня (в девичестве Вейланде; латыш. Klāra Anna Luīze Kalniņa (Veilande); 25 февраля 1874 или 24 февраля 1874, Jēkabnieki Parish — 21 ноября 1964, Стокгольм) — латышская феминистка и суфражистка, активистка Латвийской социал-демократической рабочей партии (латыш. Latvijas Sociāldemokrātiskā strādnieku partija) и член её Центрального комитета. Депутат Учредительного собрания Латвии (1920—1922), член Социалистического интернационала женщин (1923).

## Биография
Клара Анна Луизе Вейланде родилась 24 февраля 1874 года в местечке Винчи Добленского уезда Курляндской губернии в семье крестьян. С 1887 по 1890 годы посещала четырёхлетнюю школу для девочек в Елгаве, где уже в раннем возрасте заинтересовалась вопросами эмансипации и прав женщин. Преподавание в школе велось на немецком языке — учителя из числа прибалтийских немцев не поддерживали образование латышей, стремясь культивировать «немецкость». Как позже выразилась Клара Вейланде о себе: «я же, напротив, стремилась подчеркнуть, что я латышка». Что касается обучения женщин, то не только немецкие преподаватели «выступали против образования женщин и их участия в общественной жизни… Латвийская интеллигенция также считала, что стремление женщин к высшему образованию и равным правам с мужчинами наносит ущерб семейным ценностям».
Идея о том, что женщины могут бороться за равные права с мужчинами, становилась популярной среди студентов в начале XX века, однако многие из них «не могли чётко сформулировать свои мысли». Приоритетом для многих была борьба за максимально возможное благосостояние человечества в целом, что включало в себя обеспечение полных прав женщин (следуя идеям революционных мыслителей, таких как Клара Цеткин). Вместе с другими латвийскими студентами Вейланде организовала литературную группу под названием «Austra» (в переводе с латыш. — «Аврора»), целью которой была борьба против господствовавших дискриминационных взглядов в отношении женщин, а также против немецкой буржуазной модели «4 K» — «Kinder, Küche, Kirche, Kleider» (с нем. — «дети, кухня, церковь, платье»). 
В 1894 году Клара Вейланде была принята в шестой класс недавно открывшейся Елгавской женской гимназии, которую она окончила в 1897 году. В то же время она стала активно участвовать в движении молодых латышей «Jaunā Strāva» (с латыш. — «Новое течение»), а также в собраниях рабочих образовательных групп. Как она писала позже в своих мемуарах, организаторам таких групп было трудно привлекать женщин из-за «двойного бремени», которое они должны были нести: обязанностей как на работе, так и дома.
В 1895 году Вейланде познакомилась с Паулсом Калныньшем, студентом медицинского факультета Тартуского университета, который со временем стал любовью всей её жизни и впоследствии — мужем (1898).
Конец 1890-х годов был временем появления новых идеологических течений, оказавших влияние на молодёжные движения и интеллигенцию по всей Российской империи. В Латвии новые идеи черпались из нелегальной социалистической литературы из Германии, а также из легальных немецких и российских периодических изданий. Вместе с мужем Клара Калниня участвовала во встречах первых социал-демократических групп. Позже, как и многие молодые латышские женщины, она поехала в Санкт-Петербург, чтобы продолжить своё образование. В своих мемуарах она вспоминала: «в стоматологии не было ничего сколь-нибудь совместимого с моим интересом к философии и социальным наукам». Калниня активно участвовала в деятельности социал-демократов в Санкт-Петербурге, но в 1896 году из-за финансовых трудностей была вынуждена отказаться от учёбы в столице и вернуться домой.
С 1901 по 1903 год Калниня принимала активное участие в организации социал-демократической группы в Курляндской губернии. В 1903 году супружеская пара эмигрировала из России в Германию, а затем в Швейцарию. Во время их пребывания в Европе в 1905 году в России произошла революция: в это время на Балтийском побережье вспыхнули забастовки и мятежи как сельского, так и городского пролетариата. Супруги сразу же вернулись в Латвию, где стали свидетелями революции, репрессий и последующей контрреволюции. В 1906 году они снова эмигрировали, но позже были приглашены Латвийской социал-демократической рабочей партией (ЛСДРП) обратно в Латвию для участия в революционной деятельности. В 1907 году Клара Калниня присоединилась к редакционной группе социал-демократической газеты «Cīņa» (с латыш. — «Борьба»), а с 1911 по 1914 год работал в качестве юрисконсульта в других социал-демократических газетах. 
В 1917 году она представляла ЛСДРП в Рижской городской думе. В период с 1918 по 1922 годы была членом Центрального комитета ЛСДРП, участвовала в заседании, состоявшемся 18 ноября 1918 года в Русском театре в Риге, на котором была провозглашена независимость Латвии. В 1920 году была избрана депутатом Учредительного собрания Латвии, став одной из пяти женщин первого парламента страны (наряду с Аспазией, Аполонией Лауриновича, Валерией Сейле и Бертой Весмане).
В 1922 году после принятия Конституции Латвийской Республики, согласно которой новым законодательным органом страны стал Сейм, Учредительное собрание было распущено. В своих мемуарах Калниня писала: «На этом моя политическая работа в высших эшелонах парламента и партии была окончена. Руководство партии признавало, что было бы неправильно выдвигать трёх членов семьи Калниньш (Паулса, [моего сына] Бруно и меня) в качестве кандидатов в депутаты Сейма первого созыва. Таким образом, моя кандидатура была снята. Поскольку у нас были партийные списки для участия в выборах, женщины-кандидаты были вычеркнуто избирателями. То же случилось и с Аспазией».
В 1920-х годах деятельность Клары Калнини была отодвинута на второй план, но несмотря на это она долгое время оставалась членом Рижского комитета ЛСДРП, а также основала и возглавляла женское отделение партии и работала в комитете здравоохранения Рижской думы. В течение многих лет она была членом Объединённого совета профсоюзов (латыш. Kopēja arodbiedrības valde) и неоднократно представляла ЛСДРП на конгрессах Социалистического интернационала (Гамбург, 1923; Марсель, 1925; Брюссель, 1928). В 1923 году она избралась в Социалистический интернационал женщин, а в 1930 году вошла в его Президиум.
С 1923 по 1930 годы работала главным редактором латвийского журнала «Darba Sieviete» (с латыш. — «Работающая женщина»), перевела несколько ключевых социалистических текстов на латышский язык: «Социализм и колониальная политика» К. Каутского, «Гражданская война во Франции» К. Маркса, «Женщина и социализм» А. Бебеля. Также широко публиковалась в журнале «Jaunais Laiks» (с латыш. — «Новое время»). После провозглашения диктаторского режима Карлиса Улманиса в 1934 году муж и сын Клары Калнини, как и многие другие социал-демократы, были заключены под стражу; позднее её муж эмигрировал в Австрию, а сын Бруно — в Финляндию. Во время немецкой оккупации Латвии участвовала в деятельности подпольного Латвийского центрального совета. После смерти мужа в 1945 году эмигрировала в Швецию, где продолжила свою социал-демократическую политическую деятельность в латвийской общине в изгнании вплоть до своей смерти в 1964 году.